# Jovino (cônsul em 367)
Flávio [Valente] Jovino (em latim: Flavius Iovinus) foi um oficial romano do século IV, ativo sob os imperadores Juliano, o Apóstata (r. 361–363), Joviano (r. 363–364) e Valentiniano I (r. 364–375). Aparece em 361, quando liderou parte das tropas de Juliano, como mestre da cavalaria através da Itália e participou do Tribunal da Calcedônia. 

## Vida

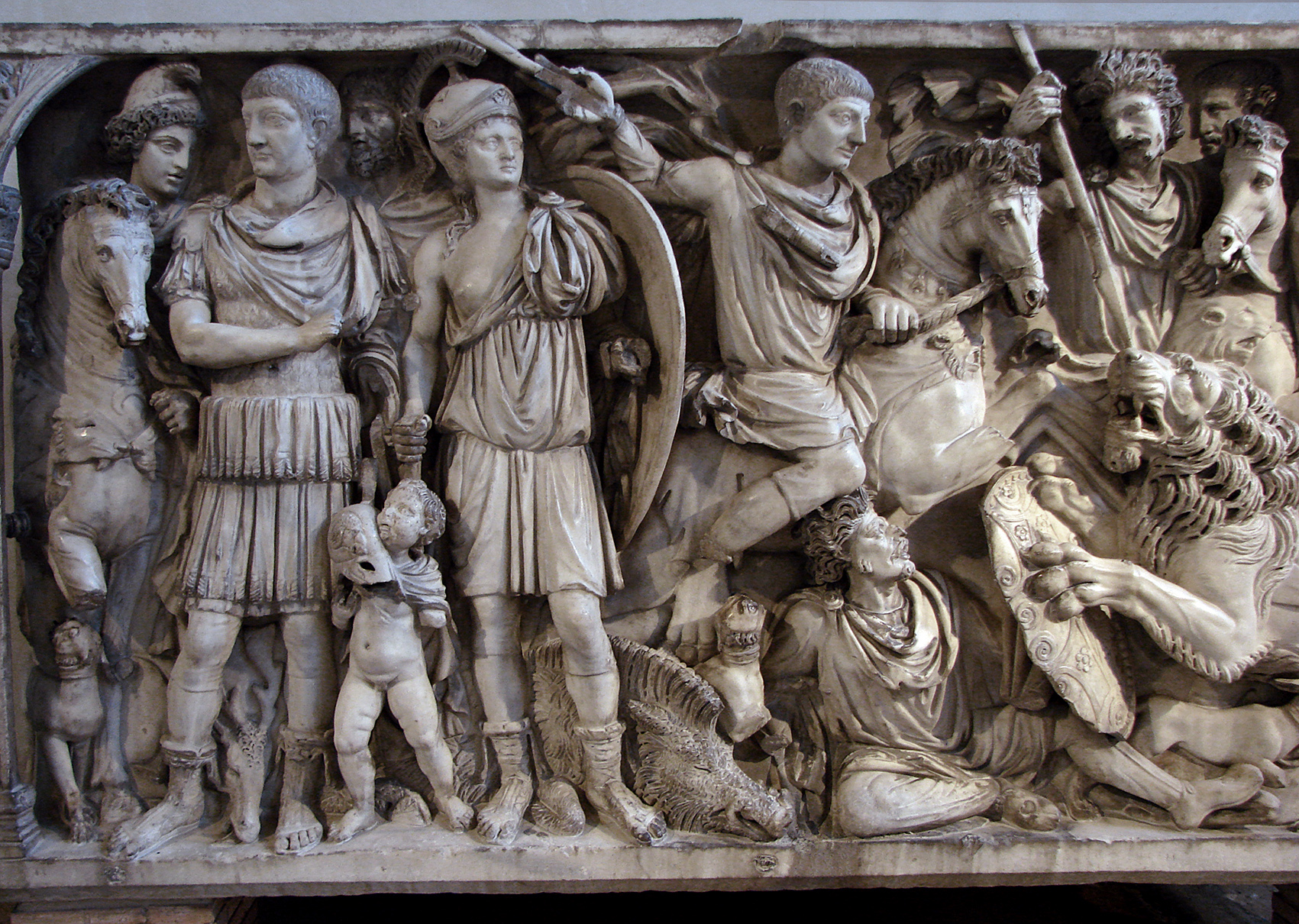
Baixo-relevo do Sarcófago de Jovino

Jovino aparece pela primeira vez em 361, momento que Juliano, o Apóstata (r. 361–363) auto-proclamou-se augusto e marchava rumo a Constantinopla, onde o imperador legítimo Constâncio II (r. 337–361) residia. Jovino, que à época era mestre da cavalaria, foi nomeado comandante de metade do exército de Juliano ao lado de Jóvio e recebeu a missão de marchá-lo através da Itália, enquanto a outra metade seria conduzida através da Récia pelo general Nevita.
Na Itália, Aquileia rebelou-se em prol de Constâncio II. Jovino recebeu ordens de sitiá-la, porém, quando Juliano tomou ciência do falecimento de seu primo e concorrente imperial, rapidamente dirigiu-se para a capital e informou que Jovino deveria abandonar o cerco e tratar de assuntos mais urgentes. Ele foi então colocado na prefeitura pretoriana da Ilíria e tornar-se-ia um dos membros do Tribunal da Calcedônia de 31 de dezembro.
Mais tarde, provavelmente em 362, Juliano transferiu-o para a Gália. Em 363, o imperador Joviano (r. 363–364) ofereceu a posição de mestre da cavalaria de Jovino para Malarico, que à época estava na Itália, mas este recusou. Em seguida, ofereceu-a para o general Luciliano, que a aceitou, porém este foi morto num motim em Durocortoro (atual Reims). Jovino então suprimiu o motim e enviou uma mensagem ao imperador solicitando sua renomeação, que foi consentida.
Jovino continuou a servir como mestre da cavalaria sob Valentiniano I (r. 364–375). Ele é citado em algumas leis desse período que foram preservadas no Código de Teodósio e nelas é estilizado variadamente como mestre dos soldados, mestre da cavalaria e infantaria e somente mestre da cavalaria. Em 366, realizou operações militares bem-sucedidas contra os alamanos nos Campos Cataláunicos na Gália e foi recompensado com o consulado de 367 ao lado de Lupicino. No final de 367, foi enviado à Britânia, mas logo retornou, e em 368, realizou novas operações contra os alamanos, desta vez com auxílio de Severo. Em 369, Jovino foi substituído por Teodósio, vitorioso da campanha na Britânia.

## Legado
Jovino foi o fundador da Igreja de São Agrícola de Reims na qual há uma inscrição dedicatória; na referida inscrição, há menção aos seus ofícios ocupados na Ilíria e na Gália. Seu parentesco é totalmente incerto, exceto que uma de suas descendentes femininas casar-se-ia com Consêncio.